# Kanton Portoviejo
Der Kanton Portoviejo befindet sich in der Provinz Manabí im Westen von Ecuador. Er besitzt eine Fläche von 961 km². Im Jahr 2022 lag die Einwohnerzahl bei rund 323.000. Verwaltungssitz des Kantons ist die Provinzhauptstadt Portoviejo mit 206.682 Einwohnern (Stand 2010).

## Lage
Der Kanton Portoviejo liegt südzentral in der Provinz Manabí. Das Gebiet liegt hauptsächlich im Küstenhinterland. Der Río Portoviejo durchquert den Kanton in überwiegend nordnordwestlicher Richtung. Der Río Chico, ein rechter Nebenfluss, entwässert den Nordosten des Kantons. Ein 16 km Küstenstreifen südlich der Mündung des Río Portoviejo gehört ebenfalls zum Kanton. Die Fernstraße E30 (Manta–Quevedo) führt in West-Ost-Richtung durch den Kanton. Die E15 (Bahía de Caráquez–Manta) quert nordwestlich von Portoviejo das Kantonsgebiet.
Der Kanton Portoviejo grenzt im Norden an die Kantone Sucre, Rocafuerte, Junín und Bolívar, im äußersten Osten an den Kanton Pichincha sowie im Süden an den Kanton Santa Ana sowie im Südwesten an die Kantone Jipijapa, Montecristi und Jaramijó.

## Verwaltungsgliederung
Der Kanton Portoviejo ist in die Parroquias urbanas („städtisches Kirchspiel“)
- 12 de Marzo
- 18 de Octubre
- Andrés de Vera
- Colón
- Francisco Pacheco
- San Pablo
- Simón Bolívar
- Picoazá
- Portoviejo

und in die Parroquias rurales („ländliches Kirchspiel“)
- Abdón Calderón (San Francisco de Asís)
- Alhajuela (Bajo Grande)
- Chirijos
- Crucita
- Pueblo Nuevo
- Riochico
- San Plácido

gegliedert.

## Geschichte
Der Kanton Portoviejo wurde 1824 eingerichtet.
Entwicklung der Einwohnerzahl im Kanton Portoviejo bei landesweiten Volkszählungen zum jeweiligen Gebietsstand:
| Jahr                    | Einwohner | +/-    |
| ----------------------- | --------- | ------ |
| 1950                    | 63.090    | –      |
| 1962                    | 95.651    | 51,6 % |
| 1974                    | 126.957   | 32,7 % |
| 1982                    | 167.085   | 31,6 % |
| 1990                    | 202.112   | 21 %   |
| 2001                    | 238.430   | 18 %   |
| 2010                    | 280.029   | 17,4 % |
| 2022                    | 322.925   | 15,3 % |
| Datenherkunft: Wikidata |           |        |